# Stelzenturm

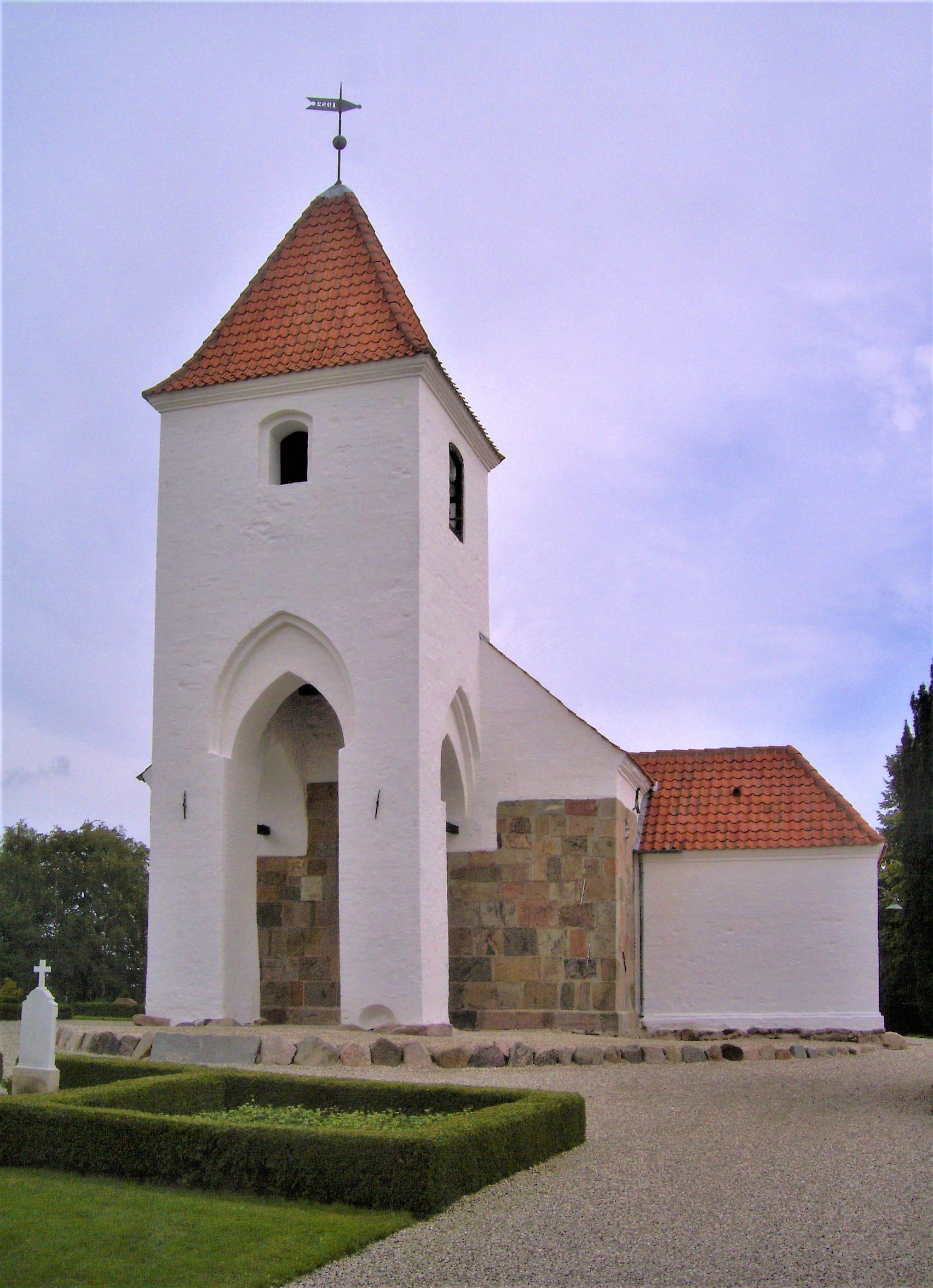
Dreiseitig offener Stelzenturm der Voer Kirke, Nord-Djursland, DK

Der Stelzenturm, dänisch „Styltetårn“, ist eine besondere Form mittelalterlicher Kirchtürme, die gehäuft auf der Halbinsel Djursland und Nachbargebieten im Osten der großen dänischen Halbinsel Jütland errichtet wurde.
Bei dieser Bauform hat nur das oberste Turmgeschoss mit der Glockenstube vier Wände. Darunter besteht der an die Westwand des Kirchenschiffs gebaute Turm zumindest nach Westen nur aus einem hohen offenen Bogen. Seltener sind auch die Seiten in dieser Weise offen, sodass der Turmschaft aus drei offenen Bögen besteht.
Nach der gotischen Stilperiode wurden nur noch wenige Stelzentürme errichtet, wenn man Konstruktionen des 20. Jahrhunderts außeracht lässt, bei denen der Turm nur aus hohen Pfeilern und der Glockenkammer besteht.
Vereinzelt wurden Türme ähnlicher Gestalt weit außerhalb Dänemarks errichtet. In der niederländischen Provinz Seeland, wo es eine kleine Gruppe gibt, spricht man prosaisch von „torens met open voorhal“ – Türmen mit offener Vorhalle.

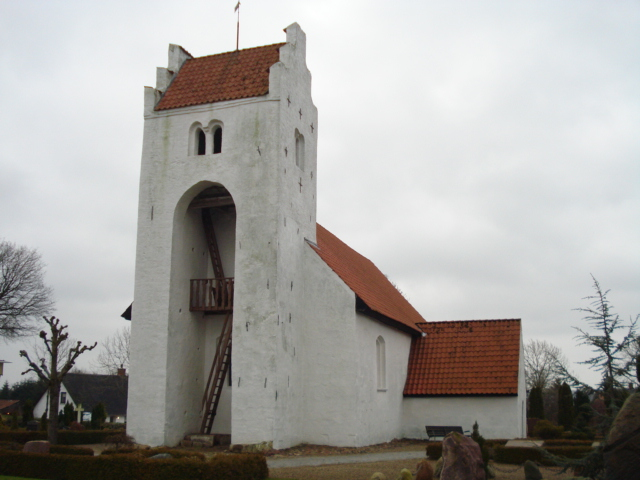
Einseitig offener Stelzenturm der Torrild Kirke, Odder, Midtjylland, DK
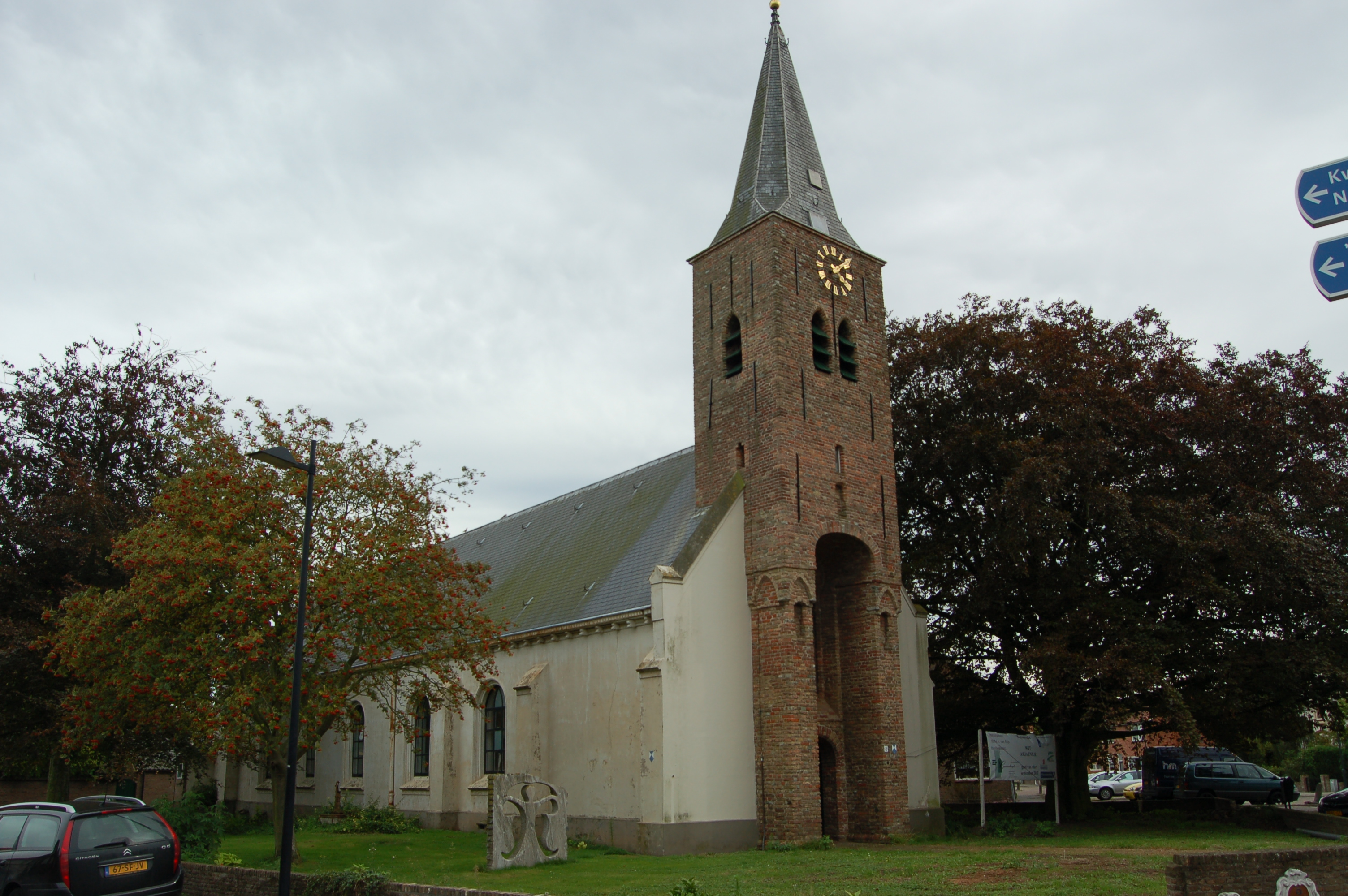
Ähnliche Turmform bei Sint Petrus en Paulus in Ovezande, Zuid-Beveland, Zeeland, NL
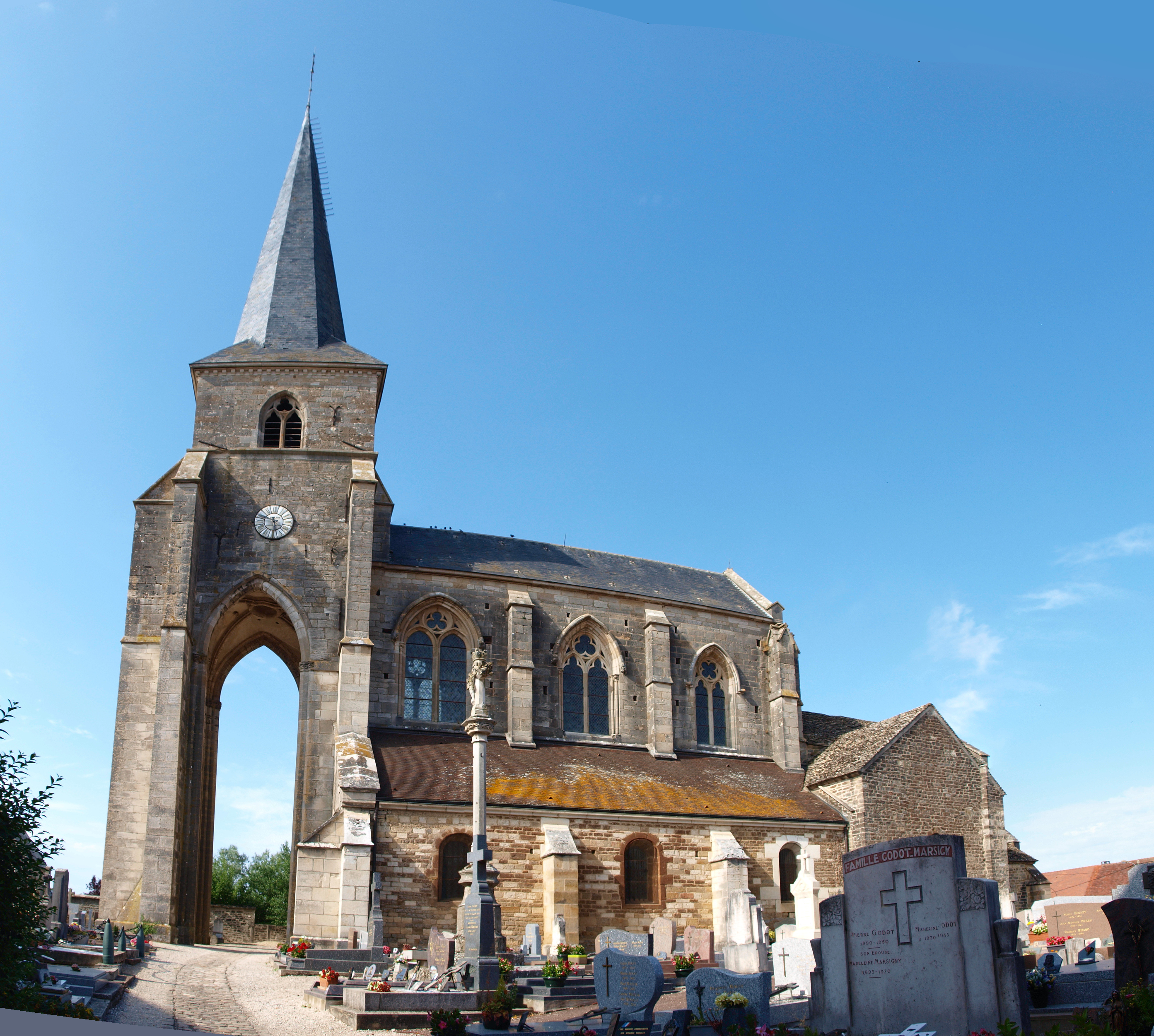
Dreiseitig offen auf hohen Stelzen: Sainte-Sabine im gleichnamigen Ort im Dép. Côte-d’Or, Frankreich